# 9-й истребительный авиационный полк (1-го формирования)
9-й истребительный авиационный Ярославский полк (9-й иап) — воинская часть Военно-воздушных сил (ВВС) Вооружённых Сил РККА, принимавшая участие в боевых действиях Великой Отечественной войны.

## Наименования полка
За весь период своего существования полк несколько раз менял своё наименование:
- 9-й истребительный авиационный полк;
- 9-й истребительный авиационный Ярославский полк;
- 211-й гвардейский истребительный авиационный Ярославский полк;
- 211-й гвардейский истребительный авиационный Ярославский ордена Кутузова полк;
- 211-й гвардейский  истребительный авиационный Ярославский орденов Суворова и Кутузова полк;
- Полевая почта 78699.

| И-153 | И-15 бис | И-16 | Харрикейн |

## Создание полка
9-й истребительный авиационный полк создавался в период с 10 по 20 октября 1939 года в Забайкальском военном округе (г.
Чита) в составе 4-х эскадрилий на самолетах И-16, И-153 и И-15бис.
С 21 июня 1941 года по 11 июля 1941 года по железной дороге был переброшен на запад. Имел в боевом составе 47 И-16 и 89 летчиков. Уже 12 июля в г. Кашира (Московский ВО) переформирован по штату 015/134 и разделен на два полка — 9-й истребительный авиационный полк и 9-й «А» истребительный авиационный полк.
В боевые действия против фашистской Германии вступил 17 июля 1941 года в составе ВВС 21-й армии Центрального фронта на самолетах И-16. При этом боевую работу вела только 1 эскадрилья, остальные аэ были направлены в другие соединения и на переучивание, после чего в полк не возвратились. 25 июля 1941 года одержана первая известная воздушная победа полка в Отечественной войне: группой И-16 в воздушном бою в районе г. Великие Луки сбит немецкий
бомбардировщик Ю-88. 15 августа вместе с ВВС 21-й армии передан в состав войск вновь созданного Брянского фронта.
В октябре (15.10.1941 г.) передал 6 летчиков в 184-й иап и выведен с фронта на доукомплектование и переучивание. В период с 26.10.1941 г. по 20.01.1942 г. находился в 17-м запасном истребительном авиаполку Уральского военного округа (г. Молотов), где переформирован по штату 015/174 и переучился на английские истребители «Харрикейн».
С 28 марта по 12 апреля 1942 года вел боевую работу на самолетах «Харрикейн» в составе 2-й Ударной авиагруппы РСВГК, действовавшей в подчинении командования Северо-Западного фронта. Убыл на доукомплектование в 22-й запасной истребительный авиационный полк в г. Иваново Московского военного округа, где находился с 20.04.1942 по 01.06.1942 г.
С 1 июня 1942 года полк вошел в состав 2 авиадивизии Особого назначения ВВС КА, занимаясь сопровождением правительственных самолетов, боевых действий не вел. 20 июня выведен в 22-й запасной истребительный авиационный полк в г. Иваново Московского военного округа, где переформирован по штату 015/364 и переучился на американские истребители «Аэрокобра».
С 12 августа 1943 года полк вошел в состав 304-й истребительной авиадивизии 5-й воздушной армии Степного фронта. Боевой работы не вел, находясь в резерве фронта, занимался по плану учебно-боевой подготовки. 4 октября в составе 304-й истребительной авиадивизии включен в 7-й истребительный авиакорпус Резерва Ставки ВГК и приступил к боевой работе на самолетах «Аэрокобра» в составе 5 ВА Степного фронта (20.10.1943 переименован во 2 Украинский фронт).
10 августа 1944 года за отличие в боях за овладение городами Перемышль и Ярослав приказом ВГК № 0257 полку присвоено почетное наименование «Ярославский».

## Переименование полка
9-й  истребительный авиационный Ярославский полк за образцовое выполнение боевых задач и проявленные при этом мужество и героизм 27 октября 1944 года приказом НКО СССР переименован в 211-й гвардейский Ярославский истребительный авиационный полк..

## В действующей армии
В составе действующей армии:
- с 16 июля 1941 года по 15 октября 1941 года
- с 28 марта 1942 года по 12 апреля 1942 года
- с 12 августа 1943 года по 21 сентября 1943 года
- с 4 октября 1943 года по 27 октября 1944 года

## Командиры полка
- майор Пантелеев Всеволод Иванович[4], 19.10.1940 — 12.1941
- майор Боровченко Григорий Трофимович[4], 12.1941 — 28.03.1942
- майор, подполковник Тимофеев Сергей Иванович[4], 04.1942 — 27.11.1944
- майор Захарьев Василий Георгиевич[4], 27.11.1944 — 31.12.1945

## В составе соединений и объединений
| Период        | Фронт (округ)               | армия                      | корпус                                            | дивизия                                             | примечание                                                                            |
| ------------- | --------------------------- | -------------------------- | ------------------------------------------------- | --------------------------------------------------- | ------------------------------------------------------------------------------------- |
| 20.10.1939 г. | Забайкальский военный округ | ВВС округа                 |                                                   |                                                     | И-16, И-15бис, И-153                                                                  |
| 12.07.1941 г. | Московский военный округ    | ВВС округа                 |                                                   |                                                     | Кашира, разделен на два полка: 9-й иап и 9-й «А» иап; И-16, И-15бис, И-153            |
| 17.07.1941 г. | Центральный фронт           | ВВС фронта                 | 21-я армия                                        | ВВС 21-й армии                                      | только составом 1-й аэ на И-16                                                        |
| 15.08.1941 г. | Брянский фронт              | ВВС фронта                 | 21-я армия                                        | ВВС 21-й армии                                      | И-16                                                                                  |
| 15.10.1941 г. | Брянский фронт              | ВВС фронта                 | 21-я армия                                        | ВВС 21-й армии                                      | Передал 6 летчиков в 184-й иап и выведен с фронта на доукомплектование и переучивание |
| 26.10.1941 г. | Уральский военный округ     | ВВС округа                 |                                                   | 17-й запасной истребительный авиационный полк       | г. Молотов, Хоукер Харрикейн                                                          |
| 28.03.1942 г. | Северо-Западный фронт       | авиация резерва ставки ВГК | 2-я ударная авиационная группа                    |                                                     | Хоукер Харрикейн                                                                      |
| 20.04.1942 г. | Московский военный округ    | ВВС округа                 |                                                   | 22-й запасной истребительный авиационный полк       | Иваново, Хоукер Харрикейн, доукомплектование                                          |
| 01.06.1942 г. | Московский военный округ    | ВВС округа                 |                                                   | 2-я авиационная дивизия особого назначения          | Хоукер Харрикейн, сопровождение правительственных самолетов, боевых действий не вел   |
| 20.06.1943 г. | Московский военный округ    | ВВС округа                 |                                                   | 22-й запасной истребительный авиационный полк       | Иваново, переучивание на Р-39 «Аэрокобра»                                             |
| 12.08.1943 г. | Степной фронт               | 5-я воздушная армия        | резерв ВВС фронта                                 | 304-я истребительная авиационная дивизия            | Р-39 «Аэрокобра»                                                                      |
| 04.10.1943 г. | Степной фронт               | 5-я воздушная армия        | 7-й истребительный авиационный корпус             | 304-я истребительная авиационная дивизия            | Р-39 «Аэрокобра»                                                                      |
| 20.10.1943 г. | 1-й Украинский фронт        | 5-я воздушная армия        | 7-й истребительный авиационный корпус             | 304-я истребительная авиационная дивизия            | Р-39 «Аэрокобра»                                                                      |
| 08.07.1944 г. | 1-й Украинский фронт        | 8-я воздушная армия        | 7-й истребительный авиационный корпус             | 304-я истребительная авиационная дивизия            | Р-39 «Аэрокобра»                                                                      |
| 31.07.1944 г. | 1-й Украинский фронт        | 2-я воздушная армия        | 7-й истребительный авиационный корпус             | 304-я истребительная авиационная дивизия            | Р-39 «Аэрокобра»                                                                      |
| 27.10.1944 г. | 1-й Украинский фронт        | 2-я воздушная армия        | 6-й гвардейский истребительный авиационный корпус | 23-я гвардейская истребительная авиационная дивизия | переименован в гвардейский, Р-39 «Аэрокобра»                                          |

## Первая победа полка
Первая известная воздушная победа полка в Великой Отечественной войне одержана 25.07.1941 г. группой И-16 в воздушном бою в р-не г. Великие Луки — сбит немецкий бомбардировщик Ju-88.

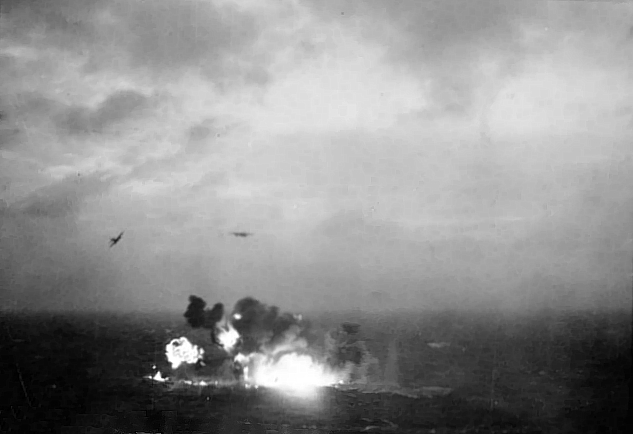
Ju 88 сбит

## Участие в операциях
- Смоленская оборонительная операция — с 14 июля 1941 года по 10 августа 1941 года
- Рогачёвско-Жлобинская наступательная операция — с 14 июля 1941 года по 24 июля 1941 года
- Гомельско-Трубчевская оборонительная операция — с 24 июля 1941 года по 30 августа 1941 года
- Рославльско-Новозыбковская наступательная операция — с 25 августа 1941 года по 15 сентября 1941 года
- Киевско-Прилуцкая оборонительная операция — с 20 августа 1941 года по 26 сентября 1941 года
- Демянская наступательная операция — с 28 марта 1942 года по 28 апреля 1942 года
- Белгородско-Харьковская стратегическая наступательная операция[5]— с 3 августа 1943 года по 23 августа 1943 года.
- Кировоградская операция[5] — с 5 января 1944 года по 16 января 1944 года.
- Корсунь-Шевченковская операция[5] — с 24 января 1944 года по 17 февраля 1944 года.
- Уманско-Ботошанская операция[5] — с 5 марта 1944 года по 17 апреля 1944 года.
- Львовско-Сандомирская операция[5] — с 13 июля 1944 года по 3 августа 1944 года.

## Почётные наименования

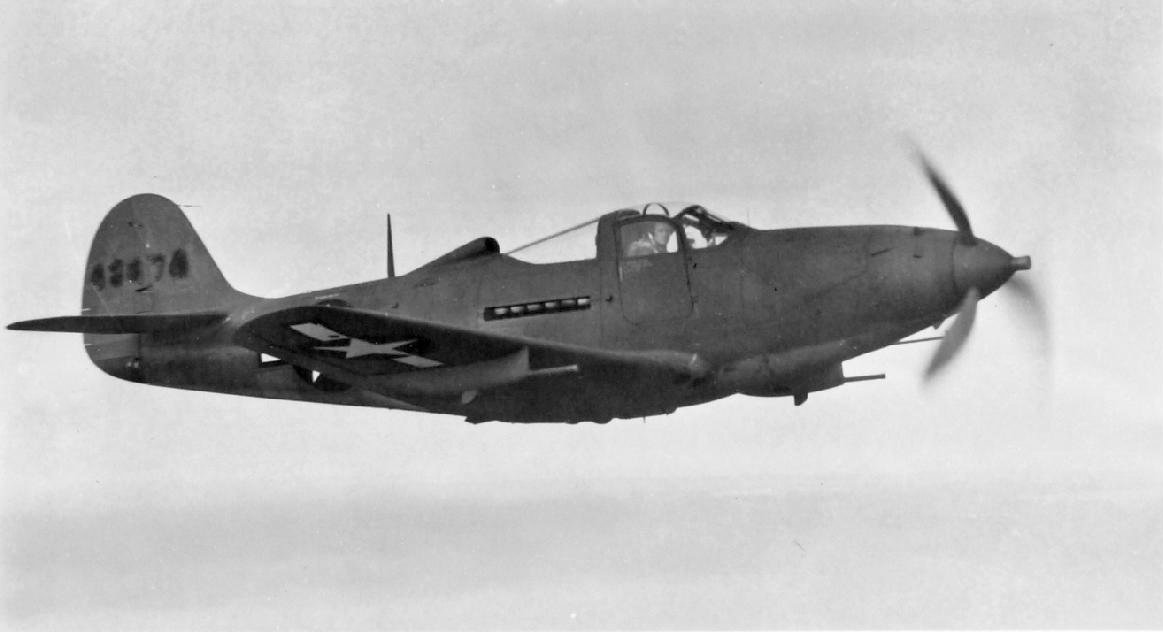
Р-39 Аэрокобра

За отличие в боях за овладение городами Перемышль и Ярослав 10 августа 1944 года 9-му истребительному авиационному полку приказом ВГК присвоено почетное наименование «Ярославский»

## Благодарности Верховного Главнокомандующего
Верховным Главнокомандующим дивизии объявлены благодарности:
- За овладение городом Черкассы[7]

## Самолёты на вооружении
| Период      | Самолеты             |
| ----------- | -------------------- |
| 1939 — 1942 | И-16, И-15бис, И-153 |
| 1941 — 1943 | Хоукер Харрикейн     |
| 1943 — 1946 | P-39 Airacobra       |